# Vùng Vành đai Mặt trời

Vành đai Mặt trời

Vành đai Mặt trời (Sun Belt) là khu vực băng ngang miền Tây và Tây Nam nước Mỹ. Trong vài thập kỷ qua, khu vực Vành đai Mặt trời chứng kiến sự phát triển dựa trên công nghiệp thuộc vùng Tây Bắc và Trung Tây Hoa Kỳ.
Arizona, California, Florida, Louisiana, Georgia, Nevada, New Mexico và Texas là các tiểu bang thường được xem là thuộc về Vành đai Mặt trời; các bang Nam Carolina, Mississippi, Arkansas và Alabama cũng được kể là thuộc vào khu vực này nếu dựa trên yếu tố khí hậu. Một số người xem Bắc Carolina là tiểu bang thuộc Vành đai Mặt trời bởi vì ở đây người ta cũng chứng kiến một sự tăng trưởng tương tự, mặc dù khí hậu ở đây "ảm đạm" hơn những nơi kể trên.
Kể từ năm 1964, tất cả Tổng thống đắc cử của Hoa Kỳ đều xuất thân từ các tiểu bang thuộc Vành đai Mặt trời (ngoại trừ Gerald Ford đến từ bang Michigan, nhưng Ford không trở thành tổng thống qua bầu cử mà được chỉ định kế nhiệm Nixon sau khi ông này từ chức). Danh sách này đến nay có bảy:
- Lyndon B. Johnson (1964) – Texas
- Richard M. Nixon (1968, 1972) – California
- Jimmy Carter (1976) – Georgia
- Ronald Reagan (1980, 1984) – California (nguyên quán Illinois)
- George H. W. Bush (1988) – Texas (nguyên quán Massachusetts)
- Bill Clinton (1992, 1996) – Arkansas
- George W. Bush (2000, 2005) – Texas (nguyên quán Connecticut)

Trước giai đoạn kể trên, chỉ có duy nhất một tổng thống xuất thân từ một bang thuộc Vành đai Mặt trời – Woodrow Wilson, đến từ bang Georgia - mặc dù còn có hai vị nữa, Andrew Johnson và James Polk, nếu tiểu bang Bắc Carolina cũng được tính vào khu vực này. Hơn nữa, Dwight D. Eisenhower có thể được xem là xuất thân từ một bang thuộc Vành đai Mặt trời vì ông chào đời tại tiểu bang Texas, nhưng gia đình ông đến ngụ cư ở tiểu bang Kansas khi ông mới hai tuổi, và sống ở đó cho đến khi theo học tại trường võ bị West Point.